# Liam Booth-Smith
Liam David Scott Booth-Smith, baron Booth-Smith (né en 1987), est un conseiller politique britannique qui est chef de cabinet de Downing Street sous le Premier ministre Rishi Sunak d'octobre 2022 à juillet 2024. Il a précédemment occupé le poste de chef de cabinet de facto de Sunak en tant que chef de l'unité économique conjointe pendant son mandat de chancelier.

## Jeunesse et éducation
Booth-Smith est né en 1987 à Stoke-on-Trent et est élevé par sa mère Lisa, une mère célibataire qui vit dans une cité HLM dans le nord du Staffordshire,.
Booth-Smith reçoit une bourse pour fréquenter l'école de Newcastle-under-Lyme dans le cadre d'un programme visant à aider les étudiants brillants à entrer dans des universités d'élite. Après l'arrêt du programme en 1997, il fréquente le Sixth Form College de Stoke-on-Trent, financé par l'État. Il étudie la politique et la politique sociale à l'Université de Loughborough, où il joue également au cricket.

## Carrière
Booth-Smith est directeur général du groupe de réflexion Localis entre 2016 et 2018, avant de devenir conseiller spécial de James Brokenshire, secrétaire d'État au Logement, aux Communautés et au Gouvernement local de 2018 à 2019, où Rishi Sunak est ministre junior. En juillet 2019, Booth-Smith devient conseiller principal du Premier ministre Boris Johnson lors de son accession au poste de Premier ministre. Il travaille auparavant au sein du groupe de réflexion Policy Exchange, spécialisé dans la politique du logement.
En février 2020, en tant que chef de l'unité économique conjointe entre le 10 Downing Street et le 11 Downing Street, Booth-Smith est le chef de cabinet de facto de Sunak, qui est alors chancelier de l'Échiquier, supervisant la réponse du Trésor à la pandémie de COVID-19 au Royaume-Uni. Booth-Smith gagne le surnom de « Travolta du Trésor » pour avoir porté une veste en cuir avec les boutons de sa chemise défaits,.
Booth-Smith dirige la campagne de Sunak pour la direction du Parti conservateur lors de l'élection à la direction du Parti conservateur de juillet à septembre 2022, puis à nouveau lors de l'élection à la direction du Parti conservateur d'octobre 2022.
Booth-Smith est nommé chef de cabinet de Downing Street en octobre 2022 après que Sunak soit devenu Premier ministre. Il succède à Mark Fullbrook, qui est chef de cabinet de Liz Truss.
En 2023, le New Statesman désigne Booth-Smith comme la neuvième personnalité la plus influente de la politique de droite britannique.
Booth-Smith reçoit une pairie à vie lors des Dissolution Honours de 2024. Il est créé baron Booth-Smith, de Newcastle-under-Lyme dans le comté de Staffordshire, le 21 août 2024.

## Vie personnelle
Booth-Smith épouse Olivia Oates en 2022. Elle est conseillère spéciale de Simon Clarke, ministre junior de Sunak au Trésor et auparavant conseillère spéciale de Robert Jenrick, secrétaire au Logement. Ils ont une fille.